# Lisa McCune
Lisa McCune es una actriz australiana, conocida por haber interpretado a Maggie Doyle en la serie Blue Heelers y a Kate McGregor en la serie Sea Patrol.

## Biografía
Lisa nació en Sídney, pero creció en Perth, Australia Occidental. Es hija de Elise y Malcolm, tiene un hermano llamado Brett. Se unió a la prestigiosa escuela de teatro Academia de Australia Occidental de Artes Escénicas WAAPA (en inglés: Western Australian Academy of Performing Arts WAAPA), de donde se graduó en 1990 con un grado en musicales.
Se formó como cantante clásica,  solía cantar en varios grupos como Flares y Choice antes de obtener su gran oportunidad en Blue Heelers.
Es muy buena amiga del actor Martin Sacks, quien interpretó a su interés amoroso en la serie Blue Heelers. 
- Relaciones.:

Lisa conoció a Tim Disney, un técnico de cine; durante el rodaje de la serie Blue Heelers, donde él solía trabajar. Comenzaron a salir en 1996 y el 18 de febrero de 2000 se casaron en una ceremonia al aire libre en Queenscliff, Victoria. El 31 de mayo de 2001 tuvieron su primer hijo Archer James Disney, su segundo hijo Oliver Timothy Disney nació a principios de noviembre del 2003 y el 15 de junio de 2005 recibieron a su primera hija Remy Elise Disney.

## Carrera
Lisa ha aparecido en televisión, cine y en numerosas puestas en escena como Working Out, Great Expectations, Nunsense, A Little Night Music, Into the Woods, Cabaret, The 25th Annual Putnam County Spelling Bee, The Wizard Of Oz, entre otras... 
En 1991 fue la cara en una serie de anuncios para Coles Supermarkets, ese mismo año apareció en la comedia Turn It Up. Dos años después ganó el papel de Allie Carter en Newlyweds pero luego fue reemplazada por Annie Jones. Ese mismo año apareció en la película de terror Body Melt, en donde su personaje Cheryl, está embarazada y es atacada por una feroz placenta antes de morir a causa por una explosión en su estómago.
En enero de 1994 saltó a la fama cuando se unió a la serie policiaca Blue Heelers, donde interpretó a la Sargento Interino Margaret "Maggie" Doyle hasta la séptima temporada en el 2004. En el 2000 Maggie fue asesinada durante una lluvia de balas efectuada por su hermano Mick en el episodio "Who Shot Maggie Doyle?", este episodio fue el más visto en la historia de la serie, Maggie regresó posteriormente en espíritu. Por su interpretación fue nominada en múltiples ocasiones para los premios logie y ganó cuatro veces el premio de oro.
En 1996 interpretó a Felicity en la película The Inner Sanctuary junto a Brett Climo. 
En el 2000 interpretó a Mary Abacus en la miniserie The Potato Factory, que le valió una nominación a los premios AFI por Mejor actriz de un Drama. En el 2002 se unió como personaje recurrente en la serie Marshall Law junto a Alison Whyte y William McInnes.
En el 2005 apareció como personaje recurrente en cuatro episodios de la serie MDA: Medical Defence Australia donde interpretó a la amable Doctora Liz Gibson, quien trabaja en Emergencias en el Porspect Valley Hospital y en su tiempo libre entrena al club local de netball. Ese mismo año se unió al elenco del telefilm Hell Has Harbour Views y en la película Little Fish.
Entre el 2004 y el 2006 fue la presentadora de la serie Investigadores Forenses. 
Desde el 2007 se unió al elenco de la serie Sea Patrol, donde interpretará a la hermosa, inteligente y reservada Teniente Kate McGregor, la oficial ejecutiva y segunda al mando del HMAS Hammersley. 

El 5 de abril de 2008, interpretó a Sarah Brown en la producción Guys & Dolls, papel que interpretó por 20 semanas en el Teatro Princess en Melbourne y el 12 de marzo de 2009 en el Teatro Capitol en Sídney.
En febrero del mismo año se anunció que Lisa aparecería en la película para la televisión Blood Brothers, donde interpretará a la fiscal Margaret Cunneen, quien intenta meter a la cárcel a Jeffrey Gilham, por los asesinatos sus padres y hermano, Christopher.
En el 2013 se unió al elenco de la serie Reef Doctors donde interpretó a la doctora Sam Stewart, hasta el final de la serie ese mismo año luego de que esta fuera cancelada al terminar la primera temporada. Lisa también fue coproductora de la serie.
En el 2014 aparecerá en la película de comedia The Little Death donde interpretará a Maureen.
El 20 de junio de 2015 se anunció que Lisa se uniría al elenco principal de la nueva miniserie de la ABC, The Divorce donde interpretó a Louise, la hermana de Iris (Marina Prior).
En el 2017 se unirá al elenco de la nueva serie The Warriors donde dará vida a Deb, la gerente de comunicaciones del club "Warriors", encargada de cuidar la imagen de los deportistas.

## Filmografía

### Series de televisión
| Año             | Título              | Personaje                       | Notas                                             |
| --------------- | ------------------- | ------------------------------- | ------------------------------------------------- |
| 2018 - presente | How To Stay Married | Em Butler                       |                                                   |
| 2017 - presente | The Warriors        | Deb Van Exel                    | 8 episodios                                       |
| 2017            | The Ex-PM           | Lorelei Baggins                 | ep. "Reckoning"                                   |
| 2015            | The Divorce         | Louise                          | 4 episodios - miniserie                           |
| 2013, 2014      | It's a Date         | Em                              | 2 episodios                                       |
| 2013            | Reef Doctors        | Dra. Sam Stewart                | 13 episodios                                      |
| 2007 - 2011     | Sea Patrol          | Teniente Kate "XO" McGregor     | 67 episodios                                      |
| 2010            | Rake                | Lucy Marx                       | episodio "R vs. Murray"                           |
| 2006            | Tripping Over       | Annabel                         | 4 episodios                                       |
| 2006            | Two Twisted         | Fiona Wells                     | episodio "Call Back"                              |
| 2005            | MDA                 | Dra. Liz Gibson                 | 4 episodios: "A Human Cost: Part 1, 2, 3, & 4"    |
| 1994 - 2004     | Blue Heelers        | Oficial Margaret "Maggie" Doyle | 140 episodios                                     |
| 2002            | Marshall Law        | Ros Marshall                    | 17 episodios                                      |
| 2000            | The Potato Factory  | Mary Abacus                     | miniserie - junto a Sonia Todd y David Weatherley |
| 1992            | Fast Forward        | Elenco Adicional                | episodio # 4.16                                   |

### Películas
| Año  | Título                 | Personaje        | Notas |
| ---- | ---------------------- | ---------------- | --- |
| 2014 | The Little Death       | Maureen          | junto a Bojana Novakovic, Josh Lawson, Damon Herriman, Lachy Hulme, Ben Lawson, Patrick Brammall & Zoe Carides |
| 2011 | Blood Brothers         | Margaret Cunneen | junto a Michael Dorman, Jodi Gordon, Cariba Heine, Jonny Pasvolsky, Denise Roberts & Kylie Watson              |
| 2007 | One of the Lucky Ones  | Wendy Chandler   | prestó su voz para el personaje                                                                                |
| 2005 | Little Fish            | Laura            | junto a Cate Blanchett, Sam Neill, Hugo Weaving, Noni Hazlehurst, Martin Henderson & Anthony Phelan            |
| 2005 | Hell Has Harbour Views | Caroline Ashton  | junto a Matt Day, Peter O'Brien, Roy Billing, Steve Bisley, Marta Dusseldorp & Freya Stafford                  |
| 1996 | The Inner Sanctuary    | Felicity         | junto a Brett Climo & Kym Wilson                                                                               |
| 1993 | Body Melt              | Cheryl Rand      | - |
| 1991 | Turn it Up             | Lynette          | - |

### Apariciones
| Año         | Programa               | Notas                                   |
| ----------- | ---------------------- | --------------------------------------- |
| 2004 - 2006 | Forensic Investigators | 10 episodios - presentadora & narradora |
| 2004 - 2005 | The World Around Us    | presentadora                            |

### Teatro
| Año        | Obra                                     | Personaje        | Director (a)   | Teatro            | Notas                                                |
| ---------- | ---------------------------------------- | ---------------- | -------------- | ----------------- | ---------------------------------------------------- |
| 2014       | The King and I                           | Mrs. Anna        | Chris Renshaw  | Princess Theatre  | junto a John Adam y Lou Diamond Phillips             |
| 2010       | Dead Man's Cell Phone                    | -                | Peter Evans    | Syumner Theatre   | junto a John Adam, Emma Jackson y Sue Jones          |
| 2008, 2009 | Guys and Dolls                           | Sarah Brown      | Jamie Lloyd    | Capitol Theatre   | junto a Ian Stenlake, Shane Jacobson & Marina Prior  |
| 2007       | The 25 Annual Putman County Spelling Bee | Olive Ostrovsky  | Simon Phillips | Sydney Theatre    | junto a Marina Prior, Magda Szubanski y Tyler Coppin |
| 2004, 2006 | Urinetown                                | Hope Cladwell    | Simon Phillips | Sydney Theatre    | junto a Colette Mann y Shane Bourne                  |
| 2002, 2003 | Cabaret                                  | Sally Bowles     | B.T. McNicholl | Lyric Theatre     | junto a Ian Stenlake, Toby Allen y Rachael Beck      |
| 2000       | The Sound of Music                       | Maria Rainer     | Susan Schulman | Lyric Theatre     | junto a John Waters y Tim Draxl                      |
| 1999       | She Loves Me                             | Amalia Balash    | Roger Hodgman  | State Theatre     | junto a Philip Gould, Tim Draxl & Gina Riley         |
| 1997, 1998 | A Little Night Music                     | Anne Egerman     | Roger Hodgman  | Playhouse Theatre | junto a John O'May, Pamela Rabe & Ruth Cracknell     |
| 1998       | Into the Woods                           | Cinderella       | Roger Hodgman  | Playhouse Theatre | junto a Rhonda Burchmore & John McTernan             |
| 1997       | Love Letters                             | Melissa Gardner  | -              | -                 | junto a Martin Sacks & Campbell McComas              |
| 1993       | Nunsense 2: The Sequel                   | Hermana Mary Leo | Dan Goggin     | -                 | junto a Sheila Bradley, Donna Lee y Pat Pitney       |
| 1991       | Great Expectations: the Musical          | Coro             | John Romeril   | -                 | junto a Philip Gould                                 |
| 1991       | Working Out                              | -                | David Myles    | -                 | junto a Victoria Eagger, Trudy Hellier y Gerard Sont |

## Premios y nominaciones
| Año  | Categoría                                            | Premio                | Serie                  | Resultado |
| ---- | ---------------------------------------------------- | --------------------- | ---------------------- | --------- |
| 2014 | Best Performance in a Television Comedy              | AACTA Award           | It's a Date            | Nominada  |
| 2008 | Most Notably Actress                                 | Gold Logie            | Sea Patrol             | Nominada  |
| 2008 | Most Popular Actress                                 | Silver Logie          | Sea Patrol             | Nominada  |
| 2006 | Most Outstanding Actress in a Drama Series           | Silver Logie          | Hell Has Harbour Views | Nominada  |
| 2001 | Most Notably Actress                                 | Gold Logie            | The Potato Factory     | Nominada  |
| 2001 | Most Popular Personality on Australian Television    | Gold Logie Award      | Blue Heelers           | Nominada  |
| 2000 | Most Notably Actress                                 | Gold Logie            | Blue Heelers           | Ganó      |
| 2000 | Most Popular Actress                                 | Silver Logie          | Blue Heelers           | Ganó      |
| 1999 | Best Actress in a Leading Role in a Television Drama | AFI Award             | The Potato Factory     | Nominada  |
| 1999 | Most Notably Actress                                 | Gold Logie            | Blue Heelers           | Ganó      |
| 1999 | Most Popular Actress                                 | Silver Logie          | Blue Heelers           | Ganó      |
| 1999 | Favourite TV Star                                    | People's Choice Award | Blue Heelers           | Nominada  |
| 1998 | Favourite TV Star                                    | People's Choice Award | Blue Heelers           | Ganó      |
| 1998 | Favourite TV Drama/Serial Star: Female               | People's Choice Award | Blue Heelers           | Ganó      |
| 1998 | Most Notably Actress                                 | Gold Logie            | Blue Heelers           | Ganó      |
| 1998 | Most Popular Actress                                 | Silver Logie          | Blue Heelers           | Ganó      |
| 1997 | Most Notably Actress                                 | Gold Logie            | Blue Heelers           | Ganó      |
| 1997 | Most Popular Actress                                 | Silver Logie          | Blue Heelers           | Ganó      |
| 1996 | Most Popular Actress                                 | Silver Logie          | Blue Heelers           | Ganó      |
| 1996 | Most Notably Actress                                 | Gold Logie            | Blue Heelers           | Nominada  |
| 1995 | Most Popular New Talent                              | Logie Award           | Blue Heelers           | Ganó      |